# Loch Bhac
Loch Bhac är en sjö i Storbritannien.   Den ligger i kommunen Perth and Kinross och riksdelen Skottland, i den norra delen av landet, 600 km norr om huvudstaden London. Loch Bhac ligger 387 meter över havet. I omgivningarna runt Loch Bhac växer i huvudsak blandskog.